# Гергана (певица)
 Тази статия е за певицата.  За женското име вижте Гергана.  
Гергана Георгиева Кацарска, по-известна само като Гергана, е българска попфолк певица. Определят я като „Куклата Барби на попфолка“.

## Музикална кариера

### 2007 – 11: „Сладката страна на нещата“ и сингли
През пролетта на 2009 година издава песента „Благодаря ти“, която посвещава на своята майка, и е сред популярните песни на музикалния издател „Пайнер“ през този сезон. На 21 септември се завърта новото видео на Гергана – „Имам нужда“, на 24 декември същата година и ТВ реализация към „До кога“, превърнала се в хит по дискотеките.
В средата на май месец през 2010 в интернет изтича „Нова любов“. Песента е с много лятно настроение и ритъм. В самия край на май месец същата година излиза клипа към песента „Да започнем от средата“. На 29 октомври 2010 излиза клипът към песента „Facebook“, която по думите на Гергана е посветена на глобалната мрежа Facebook, където тя самата срещнала много приятели. През 2010 година Гергана реализира много участия зад граница. През декември 2010 г. излиза видеото към баладата „Който иска да вярва“.

### 2011 – 2013: Поредица от сингли и кариерен застой
На 3 юни 2011 се появява първата песен на Гергана за 2011 година на име „Първичен инстинкт“ съвместен проект с неин приятел Галин, с песента излиза и видеоклипът. На 20 декември с ТВ версия от промоцията на албума на Преслава „Как ти стои“ излиза песента „Ще издържиш ли“.
На 21 юни 2012 г., след едногодишна видеопауза е представена песента и видеоклипа към нея – „Мирис на любов“. На 26 ноември 2012 г. е презентирана песента и видеото към втория дует с Галин – „Вкусът остава“. На 14 декември 2012 г. музикална компания „Пайнер“ представя най-новата си компилация „Златните хитове на Пайнер“, в която ще издават по един музикален диск на даден изпълнител под свой специален номер. Гергана излиза под номер 4 с 10 от най-хитовите си песни дотогава.
След половин годишна пауза без нова песен от певицата на 28 октомври 2013 г. излиза най-новата песен на Гергана озаглавена „От този момент“, която изпълнява и на концерта „ХII година Телевизия Планета“.

### 2015 – 2021: Завръщане, скандали, напускане на „Пайнер“ и прекратяване на кариерата
През 2015 г. Гергана записва песен под името „Твоите думи“, в която Галин взима участие с вокали. През месец февруари песента бива свалена от ефир и интернет, поради плагиатство на песента на палестинската изпълнителка Шадиа Мансур „Всички те имат танкове, а ние камъни“.
На 8 януари 2016 г. излиза клип към песента „Огън в дъжда“.
През 2016 г. завършва геология в Софийски университет „Св. Климент Охридски“, след което започва магистратура по гемология.
През 2017 г., в интервю за телевизия „Планета“, Гергана потвърждава, че отново е започнала да пее, с което опровергава слуховете, че се е отказала от кариерата си.
През септември представя „Само за теб“. В края на декември излиза „Твоя“.[източник? (Поискан днес)]
През 2021 г. напуска „Пайнер“.

## Дискография

### Студийни албуми
- Губя те бавно (2003)[21]
- Както никой друг (2004)[21]
- Сини очи (2005)[21]
- Сладката страна на нещата (2007)[21]

### Компилации
- Златните хитове на Пайнер 4 – Гергана (2012)[21]

## Изяви
Гергана участва в турнетата на Телевизия „Планета“ през 2004, 2005, 2006 и 2007 г.
През 2008 г. е част от турне на Булсатком.
Певицата провежда концерти зад граница в държавите: Великобритания, Австрия, Германия, Испания, Гърция, Македония, Турция, Холандия.

## Награди
Годишни награди на ТВ „Планета“
| Година | Получател          | Награда                  |
| ------ | ------------------ | ------------------------ |
| 2003   | Гергана            | Дебют на годината        |
| 2003   | „Губя те бавно“    | Попфолк клип на годината |
| 2004   | Гергана            | Награда на „М-тел“       |
| 2006   | Гергана            | Награда на „Нестле“      |
| 2007   | „Може би точно ти“ | Хит на лято 2007         |
| 2007   | Гергана            | Награда на „Нестле“      |